# 博茨瓦納經濟
博茨瓦納經濟在1966至1999年間每年平均增長9%左右，私人機構就業人數每年平均增長約10%。21世紀初，经济陷入停滯，直到2010年代初國內生產總值增長率才恢复到6-7％。博茨瓦納是世界上最長的經濟繁榮時期之一。該國的統計質量較高，數據應相當精確。政府一直保持預算盈餘，並擁有大量外匯儲備。
博茨瓦納驚人的經濟表現有賴於鑽石開採、審慎的財政政策、國際金融和技術援助和謹慎的外交政策，它被國際腐敗監督組織透明國際評為非洲最廉潔的國家。據估計，按購買力平價計算，該國的國民總收入為非洲第四高，生活質素與墨西哥和土耳其相若。
工會普遍是組織鬆散的內部工會，只代表該國少數工人，博茨瓦納工會聯合會正致力鞏固為全國唯一的工會中心。

## 槪觀

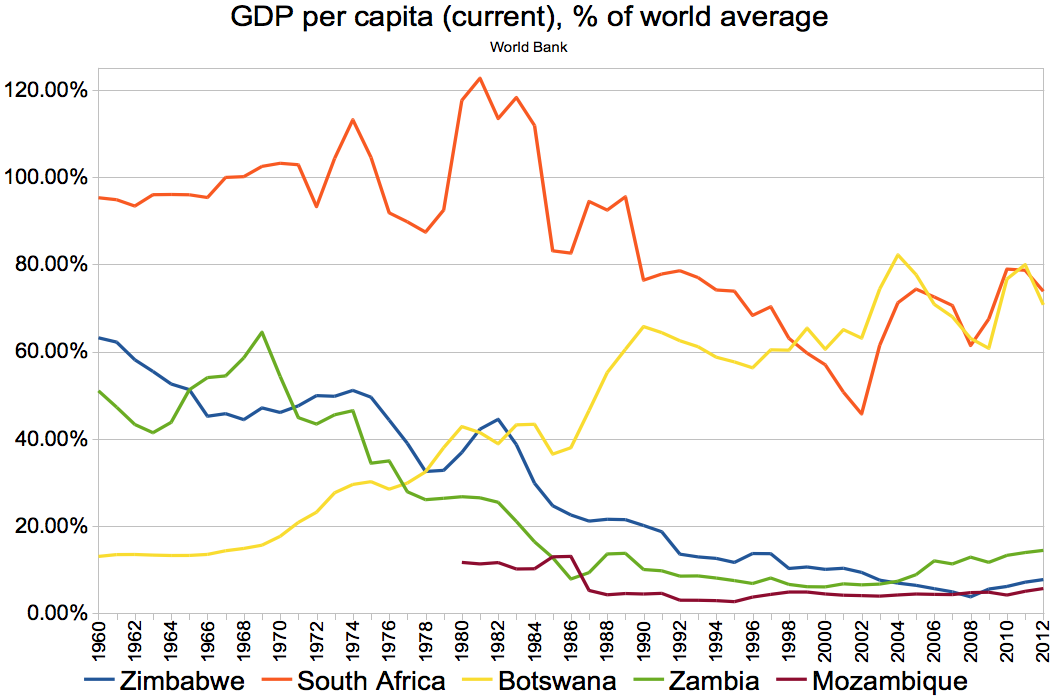
人均國內生產總值(世界平均 = 100)

農業為超過八成人口提供生計，但只滿足約一半糧食需求，僅佔國內生產總值的3%，主要有自給農業和養牛業，一直受降雨不穩和土壤貧瘠所困擾，旅遊業也是重要的經濟行業。1970年代該國發現大量礦藏，採礦業在1980年佔國內生產總值的25%，其後增加至1998年的38%。官方失業率是21%，但非官方估計接近40%。自2000年初，Orapa 2000項目使主要鑽石礦場的產量增加一倍，將是經濟持續擴張的主要源頭。
經濟增長在2005至2008年放緩，然後在2009年收縮5.2%，部分是由於工業嚴重萎縮三成，這與大多數其他非洲國家在這段時期經歷持續增長的情況相反。
高昂的軍費開支是博茨瓦納出現預算赤字的部分原因，根據美國中央情報局的《世界槪況》，2004年軍費開支佔國內生產總值的約4%。有批評指國際衝突的可能性很低，高昂軍費是不必要的，但部隊也被用於多邊和援助行動。

## 貿易
博茨瓦納與南非、萊索托、斯威士蘭和納米比亞組成南部非洲關稅聯盟（SACU）。根據世界銀行2001年的報告，該同盟的共同對外關稅稅率平均為3.6%。根據美國商務部的資料，該國除了把一些業務的牌照保留給本地公司外，只有極少數其他貿易關稅或非關稅壁壘。根據經修訂的貿易系數公式，該國貿易政策得分不變。博茨瓦納的主要出口是鑽石，朱瓦能是世界上最大和蘊藏量最豐富的鑽石礦，因此該國有相當高的鑽石需求，該礦場因白蟻找水時把鑽石夥粒帶上地面而被發現。博茨瓦納高度依賴於出口鑽石，如果鑽石的巨大需求急速下降，該國經濟將遭受極大的打擊。朱瓦能鑽石礦場需要人手開採鑽石和修建運輸道路，為失業人士提供許多就業機會。該國經濟引入外匯來源，為潛在工業發展提供基礎，從而刺激該國改善基礎設施。

## 採礦
兩間大型礦業公司德比斯瓦納（Debswana）和巴曼瓦托（Bamangwato Concessions Ltd.）在該國經營。

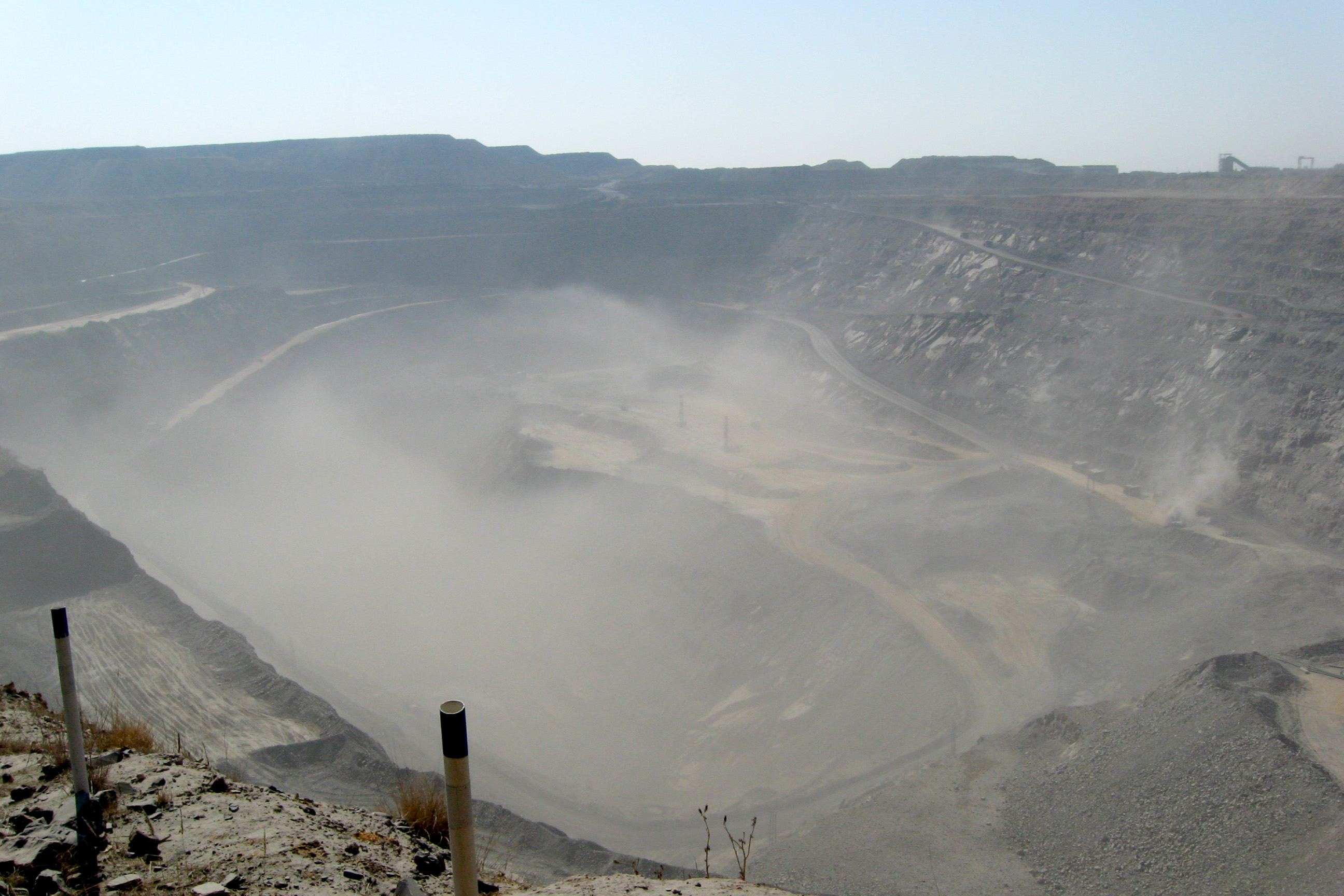
朱瓦能鑽石礦是當今世界蘊藏量最豐富的鑽石礦

1980年代初以來，博茨瓦納一直是世界大最大的鑽石生產國，四處大型鑽石礦在獨立以來啟用。1970年代初，戴比爾斯的勘探人員在該國北部發現鑽石。第一處位於奧拉帕的礦場在1972年開始生產，隨後萊特拉卡內的小型礦場啟用。朱瓦能的礦場於1982年啟用，成為世界上蘊藏量最豐富的鑽石礦場。第四個鑽石礦Damtshaa在2002年開始運作。1999年，德比斯瓦納營運的三處煤礦，合共出產超過30萬克拉（6,000公斤）鑽石，佔全球產量四分之一左右，是全球產鑽價值最高的國家。奧拉帕礦場的擴展工作在2000年展開。第五處勒拉拉鑽石礦預計在2008年開始發作，是唯一不是由德比斯瓦納營運的礦場。
博茨瓦納七成電力進口自南非的埃斯科姆（Eskom）公司，國內八成產電量來自帕拉佩附近莫魯普萊（Morupule）發電站，該發電站由博茨瓦納電力公司營運，煤炭來自附近由德比斯瓦納經營的莫魯普萊煤礦（Morupule Colliery）。2008年初，整個非洲南部地區受大規模電力短缺影響，該地區努力通過非洲南部聯合電力系統（Southern African Power Pool）分享電能，產量主要來自南非，博茨瓦納政府因此計劃擴大莫魯普萊發電站，鼓勵加拿大公司以私人形式投資一座4千兆瓦發電量的發電站，以求成為該聯合電力系統的電力淨輸出國。
經營塞萊比-皮奎銅鎳礦的BCL公司曾陷入財政困境，現時仍然是博茨瓦納的重要僱主，在1991年開始蘇阿乾鹽湖（Sua Pan）的純鹼（soda ash）業務，政府作出大量投資，公司在大幅重組後轉虧為盈。

## 旅遊業

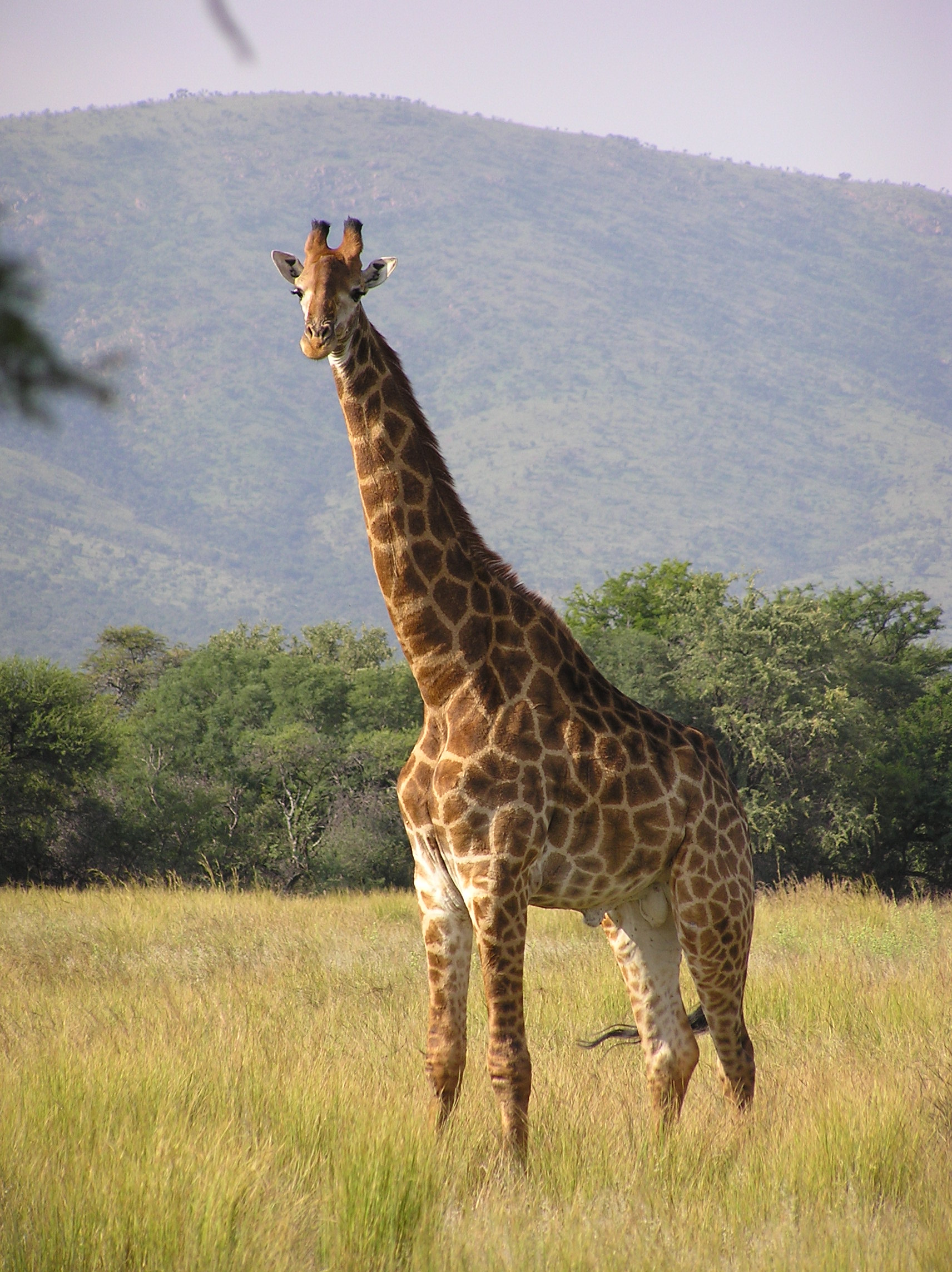
一頭在中央卡拉哈里禁獵區的長頸鹿

旅遊業是博茨瓦納日益重要的行業，佔國內生產總值近12%，該國的奧卡萬戈三角洲和喬貝禁獵區（Chobe Game Reserve）是觀賞野生動物和鳥類的理想地點，前者擁有全球獨有的生態系統，後者有世界上最大的自由放養象群之一。此外，中央卡拉哈里禁獵區（Central Kalahari Game Reserve）是非洲南部最偏遠和未受污染的曠野，也是觀賞野生動物的理想地點。
旅遊業對該國經濟起很大的作用，一些擁有大量野生動物和濕地的國家公園和禁獵區成為主要的旅遊景點，野生動物包括獅子、棕色鬣狗、獵豹、花豹、野狗、羚羊等。
莫雷米禁獵區（Moremi Game Reserve）和喬貝國家公園是狩獵旅行的主要目的地。博茨瓦納參與以社區為基礎的自然資源管理項目，讓當地村民參與旅遊業。
博茨瓦納是1980年電影上帝也瘋狂的故事發生地點，但是電影大部分在南非拍攝。第七季《極速前進》到博茨瓦納拍攝。Alexander McCall Smith的偵探小說系列以及相關美國改編戲劇，均刺激該國旅遊業。

## 農業
博茨瓦納超過一半人口在農村地區生活，依賴自給種植業、畜牧業和城市親戚的匯款。農業只能滿足一小部分的食品需求，佔國內生產總值的2.8%，主要通過牛肉出口，但該行業仍是社會和文化的試金石，社會和經濟生活在獨立前以養牛為主。博茨瓦納肉類委員會壟斷牛肉生產，1990年代中期全國牛隻約250萬頭，1995年政府為防止牛肺疾病蔓延至全國各地，下令宰殺西北部Kgamiland區整個牛群，令數量減少至少20萬。
該國只有約0.7%土地可用作耕種，傳統的耕作方式、經常性乾旱、水土流失和疾病均減少作物產量。耕地大多在東部地區，國內食用的主要作物是高粱、玉米和雜穀。2004年高粱和玉米產量分別為32,000和10,000噸，收成佔每年需求量25萬噸的不足一成。2004年，博茨瓦納的農產品進口（主要是穀物）較出口多10.25億美元。糧食大多從南非進口。該國也有種植小量的豇豆、蠶豆和其他豆類，2004年總產量為2萬噸左右，此外蔬菜和水果產量分別是16,000噸和10,000噸。
農業科研一直致力於保護水土、放牧實驗、開發和分發優良穀種，政府持續建造水壩和鑽孔挖掘地下水的計劃。1990年初，政府改變官方農業政策，只著重可廉價生產的食品。政府透過耕地開發計劃和部族放牧土地政策，幫助部族地區的農民。

## 私人機構發展和外國投資
博茨瓦納致力把其經濟多樣化，擺脫集中在盈利轉趨平穩的採礦業。1998至1999年期間，非礦產行業增長8.9%，抵銷了採礦業輕微下跌4.4%的部分影響。博茨瓦納歡近外國投資及管理。
該國外國投資增長斷斷續續，兩家美國公司歐文斯科寧（Owens Corning）和亨氏（Heinz）在1990年代大量投資生產設施，聖保羅集團（St. Paul Group）在1997年收購該國短期保險龍頭之一的博茨瓦納保險（Botswana Insurance）。美國商業理事會（American Business Council）成立於1995年，擁有超過30家成員公司。
1994至2000年期間，現代集團（Hyundai）在博茨瓦納經營一間汽車裝配廠。

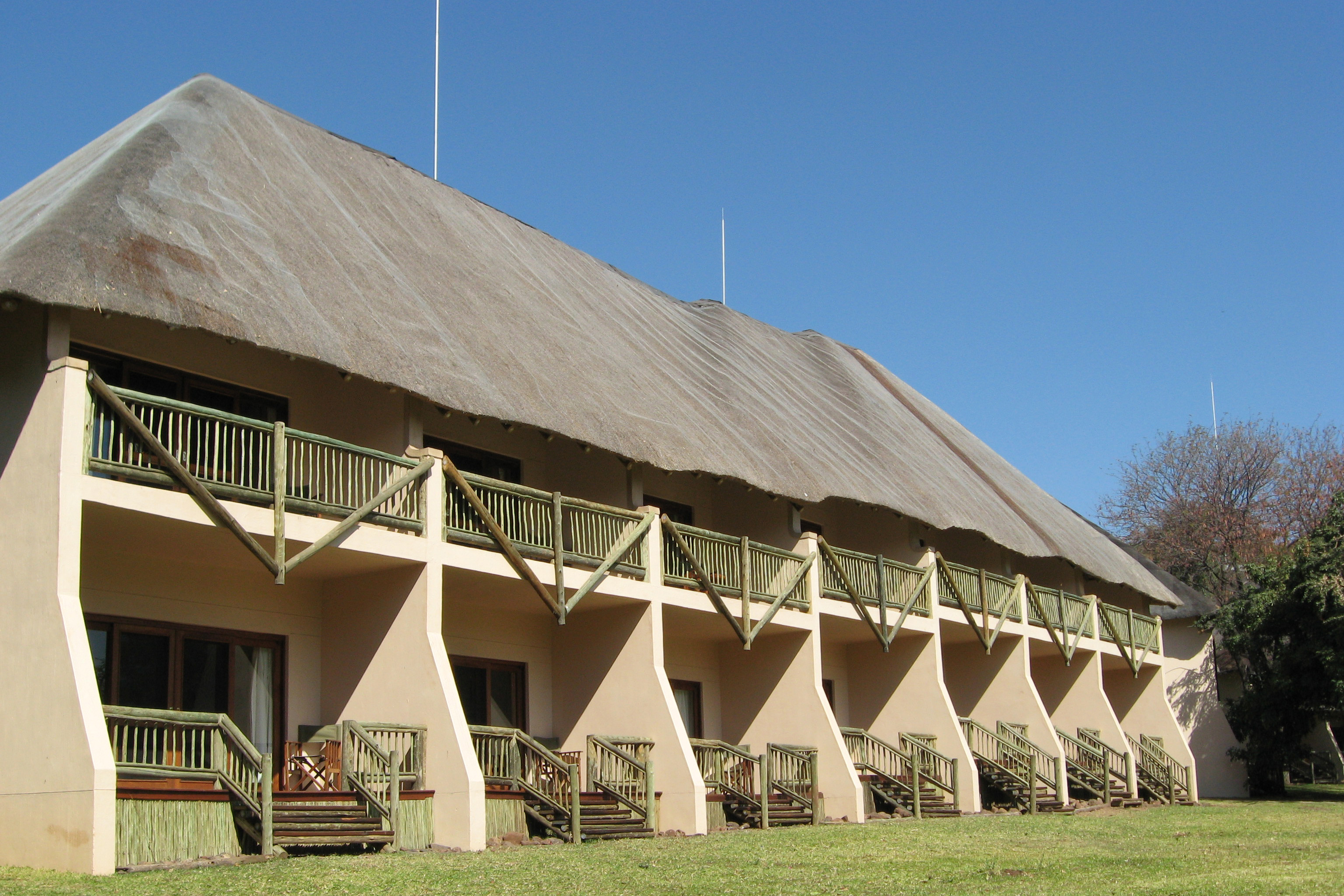
卡薩內的旅遊度假區

該國尋求把經濟發展進一步多元化，採礦業的國內生產總值比重從1990年代初的近一半下降至四分之一。博茨瓦納歡近外國投資及管理，因此金融和服務業在2000年代急速增長，取代開採業為主導產業。博茨瓦納在1999年取消外匯管制，企業所得稅率偏低（15%），沒有外資公司的限制，通脹率溫和（2004年11月為7.6%）。該國政府目前正考慮其他加強競爭力的政策，包括新的外國直接投資策略、競爭政策、私有化總體規劃和國家出口發展戰略等。
該國擁有大量煤炭儲量，可能是世界上煤炭資源最豐富的國家之一，已有計劃興建大型煤礦、大型燃煤發電廠和生產合成汽車燃料的液化煤炭工廠。
博茨瓦納擁有良好的經濟管治記錄，在2004年被透明國際評為非洲最廉潔的國家，較許多歐洲和亞洲國家領先，世界經濟論壇把該國評為非洲最具經濟競爭力的兩個國家之一。2004年，博茨瓦納再次被穆迪和標準普爾評為"A"級信用評級，是非洲迄今為止最好的信用風險評級，與中歐、東亞和拉丁美洲許多國家看齊或優勝。
美國在博茨瓦納的投資保持在較低的水平，但水平一直增長。美國大公司如亨氏食品公司和怡安集團通過直接投資在該國經營，而其他公司如肯德基和Remax則通過特許經營。穆迪和標準普爾的主權信用評級清楚表明，儘管持續面對市場規模小、地處內陸和官僚程序繁瑣等挑戰，博茨瓦納仍然在發展中世界最好的投資機會之一。博茨瓦納的美國商業理事會擁有90名成員，成員資格是美國附屬公司。
由於歷史和地理因素，博茨瓦納與南非有著密切的經濟關係。南部非洲關稅聯盟由博茨瓦納、萊索托、斯威士蘭和南非組成，歷史追溯至1910年，是世界上最悠久的關稅同盟，納米比亞其後於1990年加入。根據這項安排，南非為五個成員國收取海關、銷售和消費稅，而收益按每國進口量攤分。攤分收益的精確公式和義務決策權因南非政府獨自持有而變得越來越有爭議，成員國在2001年重新磋商安排職務。南部非洲關稅聯盟的新結構已經被正式批准，並已在納米比亞溫得和克建立秘書處。南非和博茨瓦納相繼加入世界貿易組織，該聯盟的許多關稅項目下降，使該地區以外的產品在博茨瓦納變得更具競爭力。目前，南部非洲關稅聯盟國家正在跟美國進行自由貿易協定的談判。博茨瓦納目前以南部非洲發展共同體的代表身分，與南方共同市場談判自由貿易協定，也與歐盟經濟夥伴關係協定談判。

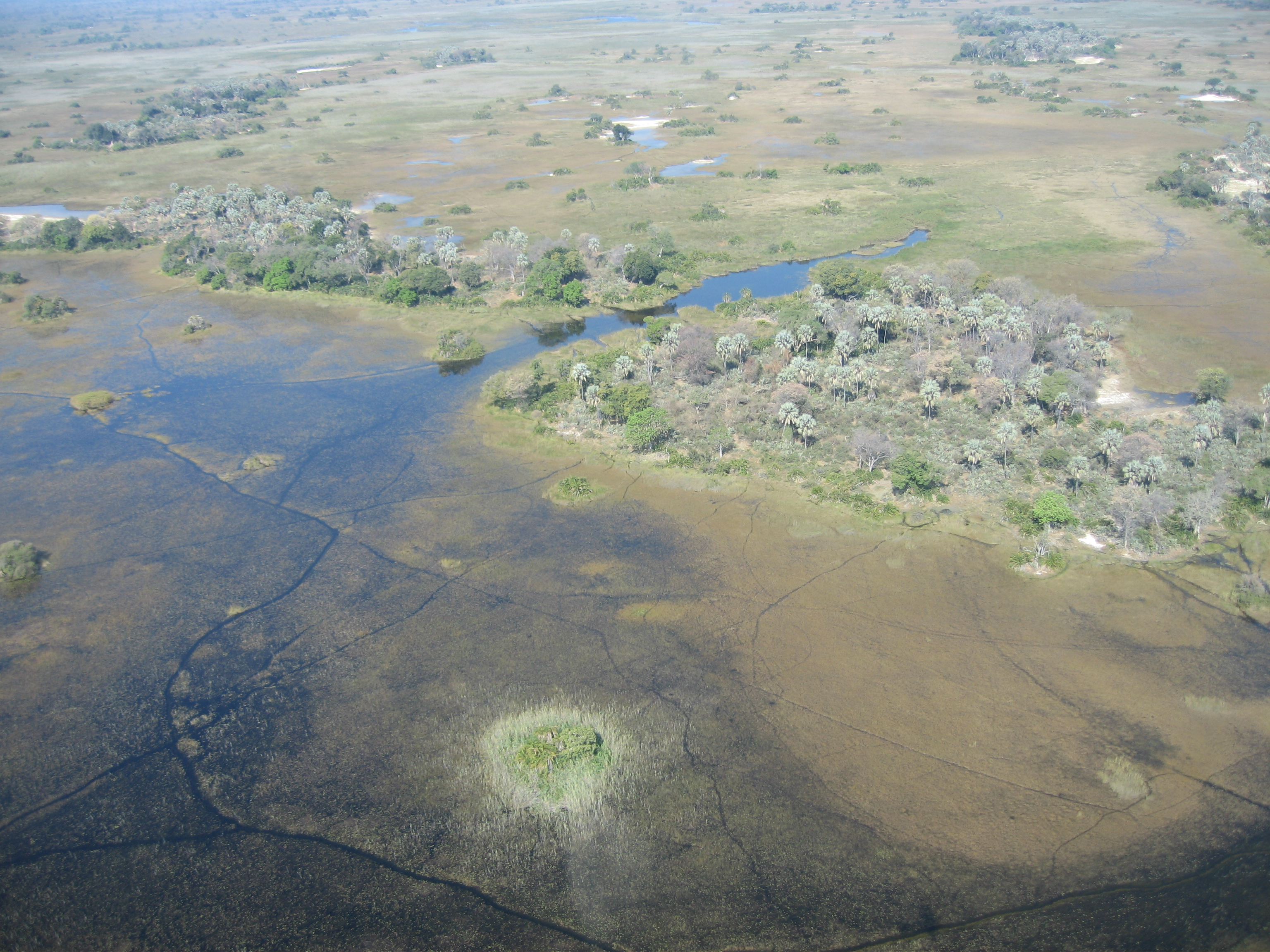
奧卡萬戈三角洲鳥瞰照片

南部非洲發展共同體的總部設於哈博羅內，該經濟組織由十四個國家組成，前身是成立於1980年、致力把區域經濟發展脫離依賴於實行種族隔離的南非的非洲南部發展協調會議（SADCC）。南部非洲發展共同體於1994年把新民主的南非增添為成員，促進非洲南部地區經濟增長、發展和融合。南部非洲發展共同體的貿易協議於2000年9月1日推出，要求11個簽署國在2008年前消除各國之間的所有關稅和非關稅貿易壁壘，若該項協議成功將讓博茨瓦納公司自由進入更大的區域市場。南部非洲發展共同體嘗試疏遠津巴布韋穆加貝政府失敗，與美國之間的合作機會因而減少。
博茨瓦納在2006至2007年期間成功開展行動綱領消除兒童勞工，該國在2008年從窩藏童工設施的國家名單中剔除。

## 金融業
博茨瓦納的金融業增長，該國股市博茨瓦納證券交易所於1989年正式成立，總部設在哈博羅內，負責經營和規管股票及定息證券市場，是政府、半政府和私人機構發行債務和股權資本的資本市場，仍然是該國舉足輕重的金融體系。該交易所的上市公司雖然不足40家，但表現是該國最優秀，涉獵工業和商業的不同範疇，如銀行、金融服務、批發、零售、旅遊和信息技術。
迄今為止，博茨瓦納證券交易所是非洲表現最好的證券交易所之一，過去十年總回報平均約24%，是非洲南部市值第三大證券交易所。
由於缺乏外匯管制、貨幣穩定和股市表現奇佳，博茨瓦納的金融業已經吸引眾多環球投資者尋求更好的回報。
博茨瓦納貨幣波札那普拉可完全兌換，匯率以南非蘭特為主的一籃子貨幣算值，把利潤和直接投資運離博茨瓦納不受限制。該國政府於1999年取消所有外匯管制。央行在2004年2月把普拉貶值7.5%，試圖在實際升值的情況下維持出口競爭力。2005年5月，普拉進一步貶值12%，政府實施爬行掛鉤匯率政策。
最近成立的非銀行金融機構監管局（NBFIRA）負責監督全國所有非銀行金融服務機構。截至2005年，該國約54%人口可接觸正式或非正式金融服務，43%人口可接觸至少一種銀行正規產品，但整體接觸比例仍然偏低，尤其是農村地區，每10萬人只有3.8間銀行分行和73台自動櫃員機。流動銀行服務剛開始提供。政府和中央銀行近年開展現代化支付系統的基礎設施，包括為支票和電子資金交易建立一個代碼行的結算系統（code-line clearing system），以及與環球銀行金融電信協會（SWIFT）相連的實時支付結算系統（RTGS）。證券交易所在2007年實施中央證券登記。2007年該國匯款量達1.17億美元，高於官方發展援助的總淨值。
哈博羅內是由14國組成的南部非洲發展共同體的總部所在地，該組織的前身是南部非洲發展協調會議（SADCC），致力把區域經濟發展脫離依賴於實行種族隔離的南非。南部非洲發展共同體於1994年把新民主的南非增添為成員，促進非洲南部經濟增長、發展和融合。南部非洲發展共同體的貿易協議於2000年9月1日推出，要求11個簽署國在2012年前消除各國之間的所有關稅和非關稅貿易壁壘，若該項協議成功將讓博茨瓦納公司自由進入更大的區域市場。非洲南部區域中心（Regional Center for Southern Africa, RCSA）的總部設在哈博羅內，該機構旨在實行美國國際開發署（USAID）的非洲南部倡議（ISA）。

## 外部連結
- 中的“博茨瓦納經濟”
- Botswana latest trade data on ITC Trade Map （页面存档备份，存于）
- MBendi Botswana overview
- Debswana mine （页面存档备份，存于）